# 波波內塞特 (麻薩諸塞州)
波波內塞特（英語：Popponesset）是位於美國麻薩諸塞州巴恩斯特布爾縣的一個普查規定居民點。

## 人口
根據2020年美國人口普查的數據，波波內塞特的面積為0.82平方千米，當中陸地面積為0.77平方千米，而水域面積為0.05平方千米。當地共有人口280人，而人口密度為每平方千米341.46人。